# 坎普布蘭奇鎮區 (密蘇里州沃倫縣)
坎普布蘭奇鎮區（英語：Camp Branch Township）是位於美國密蘇里州沃倫縣的一個行政鎮區。

## 地方資料
坎普布蘭奇鎮區的面積為130.94平方千米，當中陸地面積為130.19平方千米，而水域面積為0.75平方千米。根據2020年美國人口普查的數據，當地共有人口873人，而人口密度為每平方千米6.67人。